# Liste der Baudenkmale in Grünendeich
In der Liste der Baudenkmale in Grünendeich sind alle Baudenkmale der niedersächsischen Gemeinde Grünendeich aufgelistet. Die Quelle der Baudenkmale ist der Denkmalatlas Niedersachsen. Der Stand der Liste ist der 6. Dezember 2021.

## Allgemein
In den Spalten befinden sich folgende Informationen:
- Lage: die Adresse des Baudenkmales und die geographischen Koordinaten. Kartenansicht, um Koordinaten zu setzen. In der Kartenansicht sind Baudenkmale ohne Koordinaten mit einem roten Marker dargestellt und können in der Karte gesetzt werden. Baudenkmale ohne Bild sind mit einem blauen Marker gekennzeichnet, Baudenkmale mit Bild mit einem grünen Marker.
- Bezeichnung: Bezeichnung des Baudenkmales
- Beschreibung: die Beschreibung des Baudenkmales. Unter § 3 Abs. 2 NDSchG werden Einzeldenkmale und unter § 3 Abs. 3 NDSchG Gruppen baulicher Anlagen und deren Bestandteile ausgewiesen.
- ID: die Objekt-ID des Baudenkmales
- Bild: ein Bild des Baudenkmales, ggf. zusätzlich mit einem Link zu weiteren Fotos des Baudenkmals im Medienarchiv Wikimedia Commons. Wenn man auf das Kamerasymbol klickt, können Fotos zu Baudenkmalen aus dieser Liste hochgeladen werden:

## Grünendeich

### Gruppe: Oberfeuer Grünendeich
Die Gruppe hat die ID 30899114. Leuchtturm und Wohnhaus des Leuchtturmwächters von Grünendeich stehen nebeneinander am Kirchenstieg. Erbaut 1899 (a).

| Lage                                        | Bezeichnung | Beschreibung | ID       | Bild           |
| ------------------------------------------- | ----------- | --- | -------- | -------------- |
| Kirchenstieg 21 53° 34′ 26″ N, 9° 36′ 35″ O | Leuchtturm  | Hoher Stahlgitterturm um einen runden zentralen Treppenhauskern aus Stahl, über einem massiven sechseckigen Backsteinsockel. 1899 nach einem Entwurf des Hamburger Baumeisters J. H. Hartje errichtet und mit zwei Leuchtfeuern ausgestattet: ein Feuer scheint elbaufwärts, das andere elbabwärts. Seit 1928 ist der Turm rot und weiß gefasst (zuvor einheitlich weiß). | 30913073 | Weitere Bilder |
| Kirchenstieg 21 53° 34′ 26″ N, 9° 36′ 35″ O | Wohnhaus    | Giebelständiges eingeschossiges Backsteingebäude mit verputzten Fassaden, unter ziegelgedecktem Satteldach. Erbaut 1899 als Dienstwohnung des Leuchtturmwärters. | 30913053 |                |

### Gruppe: Wohnhäuser Elbdeich
Die Gruppe hat die ID 30899156. Zum Elbdeich giebelständige Fachwerk-Wohnhäuser aus dem 19. Jahrhundert.

| Lage                                   | Bezeichnung | Beschreibung | ID       | Bild |
| -------------------------------------- | ----------- | --- | -------- | ---- |
| Elbdeich 16 53° 34′ 30″ N, 9° 37′ 2″ O | Wohnhaus    | Giebelständig zum Elbdeich stehender Fachwerkbau mit Backsteinausfachung. Hoher Backsteinsockel, Industriefachwerk; unter Satteldach mit Falzziegeldeckung. Errichtet um 1900.                               | 30913189 |      |
| Elbdeich 17 53° 34′ 30″ N, 9° 37′ 4″ O | Wohnhaus    | Giebelständig zum Deich errichteter Fachwerkbau mit Backsteinausfachung. Erdgeschoss massiv in Backstein, hoher Giebel mit zwei ehemaligen Lagerschossen. Unter reetgedecktem Satteldach. Errichtet um 1850. | 30913207 |      |

### Gruppe: Wohnhäuser Lühedeich
Die Gruppe hat die ID 30899146. Vier Wohnhäuser, in Reihe nördlich der Lühe, dabei sämtliche Südgiebel zur Lühe einheitlich in Backstein um 1900 errichtet.

| Lage                                   | Bezeichnung | Beschreibung | ID       | Bild |
| -------------------------------------- | ----------- | --- | -------- | ---- |
| Lühedeich 66 53° 34′ 6″ N, 9° 37′ 3″ O | Wohnhaus    | Giebelständig zum Lühedeich errichtetes Fachwerkgebäude mit Backsteinausfachung von 1830 (i). Unter reetgedecktem Walmdach mit Halbwalm an der Nordseite und Krüppelwalm am südlichen Giebel, der um 1900 in Backstein mit symmetrischer Ausbildung erneuert wurde. | 30913417 |      |
| Lühedeich 68 53° 34′ 6″ N, 9° 37′ 2″ O | Wohnhaus    | Giebelständig zum Lühedeich errichtetes Fachwerkgebäude mit Backsteinausfachung von 1830 (i). Unter reetgedecktem Halbwalmdach. Südlicher Giebel um 1900 in Backstein mit symmetrischer Ausbildung und einem kleinen Giebelwalm erneuert.                           | 30913435 |      |
| Lühedeich 70 53° 34′ 7″ N, 9° 37′ 1″ O | Wohnhaus    | Giebelständig zum Lühedeich um 1900 errichtetes Backsteingebäude. Unter Satteldach in Ziegeldeckung. Südlicher Giebel symmetrisch aufgebaut, durch Gesimse und Lisenen gegliedert.                                                                                  | 30913455 |      |
| Lühedeich 72 53° 34′ 7″ N, 9° 37′ 0″ O | Wohnhaus    | Giebelständig zum Lühedeich um 1900 errichtetes Backsteingebäude. Unter Satteldach in Ziegeldeckung. Giebelfassaden symmetrisch aufgebaut und durch Backsteingesimse gegliedert.                                                                                    | 30913473 |      |

### Gruppe: Werftanlage Lühedeich
| Lage                                     | Bezeichnung | Beschreibung | ID       | Bild |
| ---------------------------------------- | ----------- | --- | -------- | ---- |
| Lühedeich 19 53° 34′ 9″ N, 9° 36′ 47″ O  | Slipanlage  | Slipanlagen zur Lühe, die in ihrem Ursprung ins 19. Jahrhundert zurückreichen. | 30913337 |      |
| Lühedeich 19 53° 34′ 10″ N, 9° 36′ 46″ O | Wohnhaus    | Eingeschossiger Backsteinbau mit zweigeschossigem Risalit, unter ziegelgedeckten Satteldächern. Erbaut um 1900 als Wohnhaus der Flusswerft, wie damals üblich mit einer Gaststube im Inneren. | 30913357 |      |

### Einzelbaudenkmale
| Lage                                         | Bezeichnung              | Beschreibung | ID       | Bild           |
| -------------------------------------------- | ------------------------ | --- | -------- | -------------- |
| Kirchenstieg 53° 34′ 17″ N, 9° 36′ 24″ O     | St. Marien               | Fachwerkbau mit Backsteinausfachungen, unter steilem Walmdach in Ziegeldeckung. Mit polygonalem Ostabschluss, errichtet ab 1608. Ursprünglich in der obersten Gefachlage ein umlaufendes, nur an der Ostwand unterbrochenes Fensterband, das in der zweiten Hälfte des 18. Jahrhunderts durch angebaute Priechenaufgänge verbaut wurde, damals auch Einbau zusätzlicher Fenster in der zweiten Gefachreihe. Im Inneren ursprünglich Balkendecke, seit 1766 hölzerne Halbkreistonne mit Ankerbalken. Zeitgenössische Ausstattung (Flügelaltar von 1616 (i), Kanzel 1616 (i), Taufbecken 1618 (i) mit hölzernem, pyramidenförmigem Taufdeckel); Priechen teilweise aus der Erbauungszeit der Kirche, teilweise bei Erneuerungen im 18. Jahrhundert ergänzt. Auf der Westempore von 1766 barocker Orgelprospekt aus demselben Jahr, Werk 1851 von Philipp Furtwängler erneuert. Der Glockenturm der Kirche St. Marien steht westlich des Kirchenschiffs. Es handelt sich um eine verbretterte Holzkonstruktion mit einem Pyramidenhelm von 1625 (i). Die Glocke stammt aus dem 14. Jahrhundert und damit von einem Vorgängerbau. | 30912989 | Weitere Bilder |
| Elbdeich 14 53° 34′ 30″ N, 9° 37′ 1″ O       | Lotsenhaus               | Zweigeschossiger Backsteinbau unter schiefergedecktem Pyramidendach. Reiche und luxuriöse Innenausstattung, teilweise der noblen Kabine eines Passagierdampfers seiner Zeit nachempfunden. Erbaut 1932 als "Lotsenhaus". Die das Grundstück zur Straße abschließende Einfriedung ist zeitgenössisch. | 30913579 | BW             |
| Elbdeich 37 53° 34′ 28″ N, 9° 37′ 24″ O      | Wohnhaus                 | Zweigeschossige Backsteinvilla, unter Satteldach in Ziegeldeckung. Mit zweigeschossigem Risalit in der Straßenfassade. Ecken und Tür- und Fensteröffnungen durch hell gefasste Zierelemente betont. Nach Norden eine vorspringende zeitgenössische Veranda. Erbaut 1904 (i). | 30913246 | BW             |
| Elbdeich 47 53° 34′ 26″ N, 9° 37′ 37″ O      | Wohnhaus                 | Zum Elbdeich giebelständiges eingeschossiges Fachwerkgebäude mit Backsteinausfachung, unter reetgedecktem Satteldach. Errichtet in der ersten Hälfte des 19. Jahrhunderts. | 30913265 | BW             |
| Elbdeich 60a 53° 34′ 20″ N, 9° 37′ 48″ O     | Unterfeuer Lühe          | Massiver quadratischer Leuchtturm aus Backstein, daran anschließend ein eingeschossiges massives Wohnhaus in gleicher Gestaltung, unter ziegelgedecktem Satteldach. Errichtet um 1900 als "Unterfeuer Lühe" westlich der Lühemündung. | 30913282 |                |
| Elbdeich 62 53° 34′ 20″ N, 9° 37′ 49″ O      | Kapitänshaus             | Eingeschossige Backsteinvilla unter flachem Satteldach in Schieferdeckung. Obergeschossbalkon in neobarocker Formgebung, Fassadengliederungen in hellen Stuck- und Putzornamenten, besonders auffallend dabei die ganzflächig mit stuckierten Dattelpalmen geschmückten Blendfenster. Das Haus wurde um 1900 für einen Kapitän erbaut. | 30912955 | BW             |
| Fährstraße 2 53° 34′ 19″ N, 9° 37′ 47″ O     | Wohnhaus                 | Eingeschossiges Fachwerkhaus mit Backsteinausfachung, unter reetgedecktem Satteldach. Erbaut Ende des 19. Jahrhunderts. | 30912972 | BW             |
| Huttfleth 55 53° 34′ 40″ N, 9° 36′ 12″ O     | Wohn-/Wirtschaftsgebäude | Giebelständiger Zweiständerbau in Fachwerk mit Backsteinausfachung, unter reetgedecktem Satteldach, am Wirtschaftsgiebel mit Walm. Wohngiebel dreifach vorkragend auf Knaggen, hier Balkenköpfe mit geschnitztem Blattwerk. Ausfachungen in ausgeprägten Mustern (Buntmauerwerk), auch an den Traufseiten. Errichtet um 1700. | 30927958 | BW             |
| Kirchenstieg 4 53° 34′ 17″ N, 9° 36′ 26″ O   | Wohn-/Wirtschaftsgebäude | Giebelständig zum Kirchhof errichteter Vierständerbau in Fachwerk mit Backsteinausfachung, unter ziegelgedecktem Satteldach, am Wohngiebel mit Krüppelwalm. Sehr schmal dimensioniertes Fachwerk. Errichtet um 1900. | 30913034 | BW             |
| Kirchenstieg 30 53° 34′ 32″ N, 9° 36′ 45″ O  | Seefahrtsschule          | Zwei- bis dreigeschossiger Backsteinbau mit schlichten Backsteingliederungen und Rundbogenfenstern. Südlicher Gebäudeteil unter flachem Walmdach, dabei ehemaliger Haupteingang in der Südfassade in einem überhöhten Risalit mit flachem Satteldach; nördlicher dreigeschossiger Gebäudeteil mit Flachdach. Die ehemalige Seefahrtsschule wurde 1856 gegründet, der Bau 1858 fertiggestellt. Erweiterungsflügel von 1958 und 1978, Betrieb der Schule im Jahr 2000 eingestellt. | 30913095 |                |
| Kirchenstieg 30a 53° 34′ 31″ N, 9° 36′ 46″ O | Wohnhaus                 | Fachwerkbau mit Backsteinausfachung, unter reetgedecktem Halbwalmdach. Errichtet um 1830, 2003 an heutigen Standort transloziert (alte Adresse: Elbdeich 35 in Grünendeich). | 30913224 | BW             |
| Lühedeich 28 53° 34′ 7″ N, 9° 37′ 39″ O      | Wohnhaus                 | Giebelständig zum Lühedeich errichteter Backsteinbau unter reetgedecktem Satteldach. Erbaut um 1830. | 30913398 | BW             |
| Mojenhörn 23 53° 34′ 43″ N, 9° 36′ 31″ O     | Zur schönen Aussicht     | Der rechteckige Backsteinbau mit Flachdach ist auf die Innenseite des (ehemaligen) Hauptdeiches gesetzt. Er verfügt über drei Geschosse sowie ein Untergeschoss. Aufgesetzt ist eine Dachterrasse mit Geländer und mittigem Aussichtspavillon, von wo aus man einen entsprechenden Ausblick auf die Elbe hatte. Innen befand sich im Obergeschoss ein repräsentativer, hoher Saal, der derzeit durch eine Zwischendecke geteilt ist. Erbaut als Gasthaus "Zur schönen Aussicht" um 1900. | 30913506 | BW             |
| Mojenhörn 23 53° 34′ 43″ N, 9° 36′ 32″ O     | Deich                    | Rest des alten Elbdeichs. | 30913620 |                |
| Mojenhörn 52 53° 34′ 33″ N, 9° 36′ 43″ O     | Wohn-/Wirtschaftsgebäude | Giebelständiger Zweiständerbau in Fachwerk mit Backsteinausfachung, unter reetgedecktem Satteldach, am ehemaligen Wirtschaftsende mit Halbwalm. Ein auffallend kleiner Wirtschaftsteil spricht für eine Errichtung um 1840 als Schifferhaus. | 30913542 | BW             |
| Obstmarschenweg 4 53° 34′ 8″ N, 9° 36′ 39″ O | Zur schönen Fernsicht    | Backsteinbau mit einem eingeschossigen Teil unter Satteldach und einem dreigeschossigen mit Flachdach, der über eine aufgesetzte Dachterrasse mit Geländer und mittigem Aussichtspavillon verfügt, von wo aus man einen entsprechenden Fernblick hatte. Nach Südosten ist eine große eingeschossige verglaste Veranda angefügt. Erbaut als Gasthaus "Zur schönen Fernsicht" Ende des 19. Jahrhunderts direkt an der Chaussee (heute Landstraße). | 30913562 | BW             |